# 決明
決明（學名：Senna tora）又名小決明，為豆科決明屬的物種。其種小名tora来源于僧伽罗语名称（තෝර）。原产於中美洲，現廣泛分佈於世界各地热带地区，在许多地方被认为是一种杂草。它最常见的英文名字是Sickle Seena或Sickle Wild sensitive-plant。本種经常与近缘的鈍葉決明（Senna obtusifolia）混淆。

## 形態
小决明為一年生草本植物。可以长到30-90厘米（12-35英寸）高，有互生的羽狀複葉，通常由三對對生的小葉组成，小葉為倒卵形、顶端为圆形。叶子长3-4.5厘米。幼茎有明显的气味。花成对出现在叶的叶腋上，有五瓣，颜色为淡黄色。雄蕊的长度不等。豆荚有些扁平或呈四个角度，长10-15厘米，呈镰刀状，因此俗称镰刀豆荚。一个豆荚里有30-50粒种子。

## 生长条件
本種作為一种一年生草本，能忍受各种环境压力，很容易种植。在印度，它是一种荒地雨季野草，通常在10月到2月期间的雨季期间开花。一般生长在海拔1800米以下的干燥土壤中。其种子可以存活20年。每一平方米的土地上最多可以生长1000株。种子一旦成熟，就会被收集起来晒干。在南亚，它通常在7 - 10月的旱季时枯萎。

## 使用

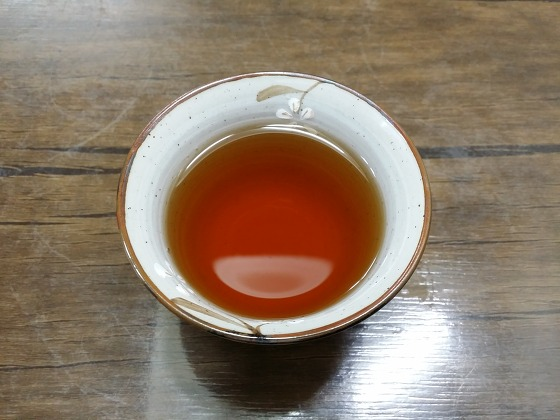
决明茶

本种有很多用途。整株植物、根、叶和种子被广泛用于传统的印度和南亚医药。这种植物和种子是可食用的。嫩叶可以煮成蔬菜，而烤过的种子可以用来代替咖啡。在斯里兰卡，其鲜花被添加到食物中。可成为有机农场的天然农药，也是宠物食品行业常用的粉末。可与瓜尔豆胶混合，用于采矿和其他工业应用。种子和叶子可用来治疗皮肤病，种子也可以用作泻药。本种被制成决明茶。韩国人相信决明茶有益于人类的视力。这种茶被称为“咖啡茶”，因为它的味道有如咖啡的香气。由于决明子具有外源性杀菌剂和抗寄生虫特性，它已被用于治疗诸如麻风病、癣、痒和牛皮癣等皮肤病以及蛇咬伤。其他来自植物部分的药具包括用决明子叶制成的关节炎膏。
决明子是公认的含有有机化合物蒽醌的植物之一，在中医和阿育吠陀医学中都有应用。阿育吠陀这种草药用于治疗肿胀。
其种子制成的天然胶凝剂可用于工业和食品业。种子的主要化学成分包括肉桂醛、树胶、鞣质、甘露醇、香豆素和精油（醛、丁香酚和蒎烯）。种子还含有糖、树脂和粘液等元素。

## 分布
本种原生于中美洲的伯利兹及萨尔瓦多，被引入到世界各地。它在阿富汗、印度、斯里兰卡、尼日利亚、中国、巴基斯坦、缅甸尼泊尔和不丹等地区生长旺盛，特别是在森林和郊外地区，包括尼泊尔海拔1400米的喜马拉雅山脉地区。
擁有引入種群的地區包括阿拉巴马州、安达曼群岛、阿萨姆邦、孟加拉国、贝宁、俾斯麦群岛、婆罗洲、柬埔寨、喀麦隆、中非共和国、乍得、中国中北部、中国中南部、中国东南部、库克群岛、東喜马拉雅山、斐济、冈比亚、加纳、几内亚、几内亚湾、海南、印度、内蒙古、贾瓦、韩国、拉克代夫群岛、老挝、小巽他群岛、利比里亚、马达加斯加、马来亚、马尔代夫、马里、满洲、毛里塔尼亚、毛里求斯、琉球群島、尼泊尔、新喀里多尼亚、新几内亚、尼科巴群岛、尼日利亚、北领地、阿曼、巴基斯坦、菲律宾、滨海边疆区、青海、昆士兰州、罗德里格斯、留尼汪、萨摩亚、沙特阿拉伯、塞内加尔、塞舌尔、塞拉利昂、社會群島、索科特拉岛、所罗门群岛、南海、斯里兰卡、苏丹、苏门答腊、台湾、坦桑尼亚、泰国、多哥、汤加、特立尼达和多巴哥、乌克兰、越南、瓦利斯和富图纳群岛、西喜马拉雅山、西澳大利亚及也门。

## 画廊
- 两个星期大的小决明
- 已结果的老茎
- 叶
- 花粉
- 花粉